# Tetraloniella holli
Tetraloniella holli là một loài Hymenoptera trong họ Apidae. Loài này được Alfken mô tả khoa học năm 1914.